# Поморски пилот
Поморски пилот (енгл. maritime pilot) или пељар, је овлашћено и стручно лице које спроводи бродове (пељарење, пилотирање, пилотажа) кроз поморска и речна подручја (деонице) опасне за пловидбу и при упловљењу и испловљењу из луке. Не припада бродској посади, сем уколико, као заповедник или официр брода, има посебно овлашћење (лиценцу) за вршење пилотирања кроз одређена подручја. Пилотска служба врши се преко пилотских станица, које располажу одређеним бројем пилота, пилотских бродова или чамаца, сигналних станица или других средстава везе. Постоје лучки, обални и речни пилоти.

## Историја
Звање пилота је вероватно старо колико и звање морнара. У 10. веку п. н. е. помињу се пилоти које је краљ Хирам из Тира послао израелском краљу Соломону као спроводнике бродова у феничанске луке и из њих. На ратним бродовима на весла и у почетној фази морнарице на једра, пилот је био члан посаде задужен за вођење навигације (навигатор) и одговоран за управљање бродом заповеднику, који није морао да буде поморац. У Италији се пилоти помињу у 13. веку, у Енглеској у 14. веку, а код нас већ у старим статутима приморских градова Дубровника и Котора.